# Tumbling Dice
Tumbling Dice ist ein Lied von Mick Jagger und Keith Richards.

## Hintergrund
Der Song wurde auf dem Rolling-Stones-Album Exile on Main St aus dem Jahr 1972 und zeitgleich auch als Single veröffentlicht. Das Stück gehört zum festen Repertoire der Rolling-Stones-Konzerte. Es wurde zuerst am 3. Juni 1972 im Pacific Coliseum in Vancouver gespielt und fehlte danach auf keiner Tournee. Es gibt fünf Konzert-Filme der Stones, in denen das Lied gespielt wird und zwei Live-Versionen auf CD. Das Lied erreichte Platz 7 der US-amerikanischen und Platz 5 der englischen Charts.
Der Basic Track wurde am 3. August 1971 in dem französischen Belle-Époque-Anwesen Villa Nellcôte in der Nähe von Villefranche-sur-Mer unter erschwerten Bedingungen aufgenommen. Mick Taylor, eigentlich der Gitarrist der Band, spielte Bass, da Bill Wyman nicht anwesend war, und Mick Jagger spielte Gitarre. Der Produzent Jimmy Miller ergänzte den Song um ein selbst eingespieltes Schlagzeug-Overdub im Outro.
Die Band stand unter Zeitdruck für die Aufnahmen zum Album Exile on Main Street. Laut Keith Richards hatte Jagger die Idee zu dem Thema, weil er zu dieser Zeit einige Freunde hatte, die an Spielsucht litten. Nach Aussage des Toningenieurs Andy Johns nahmen die Stones über 100 Takes des Stücks für das Album auf. Das Lied erzählt von einem Spieler, der keiner Frau treu sein kann. Eine Coverversion von Linda Ronstadt schaffte es 1978 in die Top 40 der Charts. Das Stück wurde oft gecovert, auch in Stilen wie Reggae, Bluegrass und Noise-Rock. Es wurde vom Rolling Stone Magazine auf Platz 424 der 500 besten Songs aller Zeiten gewählt.

## Musiker
- Mick Jagger: Gesang und Gitarre
- Keith Richards: Gitarre
- Mick Taylor: Bass
- Charlie Watts: Schlagzeug
- Nicky Hopkins: Piano
- Bobby Keys: Saxophon
- Jim Price: Trompete
- Keith Richards, Clydie King, Vanetta Fields: Hintergrundgesang
- Jimmy Miller: Schlagzeug